# All of the Lights
All of the Lights è un singolo del cantautore statunitense Kanye West, pubblicato il 18 gennaio 2011 negli Stati Uniti d'America ed il 21 febbraio dello stesso anno nel Regno Unito come quarto estratto dall'album My Beautiful Dark Twisted Fantasy.
Il brano ha visto la partecipazione di John Legend, The-Dream, Ryan Leslie, Tony Williams, Charlie Wilson, Elly Jackson dei La Roux, Alicia Keys, Fergie, Drake, Kid Cudi, Elton John e Rihanna, quest'ultima unica accreditata ufficialmente nella copertina del singolo.

## Descrizione
All of the Lights venne scritta da Kanye West, Jeff Bhasker, Malik Jones, Warren Trotter, Stacy Ferguson e Terius Nash. Della produzione si occupò lo stesso West coadiuvato da Bhasker, mentre per quanto ne concerne la parte vocale hanno partecipato quattordici artisti, tra cui Rihanna, con la quale West aveva già collaborato nel 2009 al singolo Run This Town di Jay-Z.
Il titolo provvisorio scelto per il brano era Ghetto University quando cominciò il processo produttivo. Durante gli MTV Europe Music Awards 2010 Rihanna ha raccontato di come West le avesse fatto ascoltare l'intero album tre mesi prima e che All of the Lights era una delle sue canzoni preferite: «Così quando mi chiese di venire in studio alle due di notte, non potei rifiutarmi, perché l'amavo, sapevo che era per quella canzone».
Il brano è stato inciso presso gli Avex Recording Studios di Honolulu, Hawaii, e l'Electric Lady Studios di New York; il contributo vocale di Rihanna è stato invece registrato da Marcos Tovar ai Westlake Recording Studios di Los Angeles, California. Nel corso di un'intervista radiofonica del 2013 concessa a The Breakfast Club, West ha spiegato che il brano ha necessitato due anni per essere completato.

## Video musicale
Il video, diretto da Hype Williams, è stato registrato nel gennaio 2011 e in esso sono apparsi anche Rihanna e Kid Cudi. È stato reso disponibile il 19 febbraio dello stesso anno attraverso il canale YouTube di West.

## Tracce
1. All of the Lights – 4:59

## Classifiche

### Classifiche settimanali
| Classifica (2011) | Posizione massima |
| ----------------- | ----------------- |
| Australia         | 24                |
| Austria           | 68                |
| Belgio (Fiandre)  | 27                |
| Belgio (Vallonia) | 53                |
| Canada            | 53                |
| Francia           | 52                |
| Irlanda           | 13                |
| Nuova Zelanda     | 13                |
| Regno Unito       | 15                |
| Stati Uniti       | 19                |
| Stati Uniti (R&B) | 5                 |
| Stati Uniti (rap) | 2                 |
| Svizzera          | 46                |

### Classifiche di fine anno
| Classifica (2011) | Posizione |
| ----------------- | --------- |
| Stati Uniti       | 59        |

## Riferimenti in altri media
Nel 2016 All of the Lights è stato utilizzato per uno spot pubblicitario della Gatorade con Serena Williams. Il brano è inoltre incluso nel videogioco NBA 2K14 come parte della colonna sonora scelta da LeBron James. Nel 2019 è stato inserito in uno spot della Peloton TV intitolato Our Kind of Joy. La squadra di calcio britannica Liverpool Football Club ha fatto uso del brano durante l'alzata del trofeo dopo aver vinto la Premier League 2019-2020 e l'ha riprodotta anche nello spogliatoio prima delle partite per tutta la stagione.